# San Dodecano
San Dodecano (Saint Dodekanus) è un personaggio letterario creato dallo scrittore inglese Norman Douglas nel romanzo Vento del Sud. Dodecano è il santo patrono di Nepente, la località immaginaria in cui si svolgono le vicende del romanzo. Nel romanzo, Ernst Eames, un colto inglese residente a Nepente, dedica la sua vita a ricostruire la biografia del santo.

## Storia
Secondo le Antiquitates Nepenthes, opera in lingua latina pubblicata alla fine del XVIII secolo dall'erudito monsignor Perrelli e studiata a Nepente dal colto Ernest Eames, San Dodecano sarebbe nato verso il 450 nella città di Callisto in Grecia e sarebbe stato martirizzato nel 582 in Africa. All'età di tredici anni Dodecano sarebbe entrato come novizio nel convento dei monaci salaciani ed avrebbe avuto il dono dei miracoli (in tre anni guarì otto lebbrosi, camminò sulle acque e risuscitò ventitré persone dalla morte). A 18 anni Dodecano sarebbe partito come missionario per la Libia. Entrato infine in contatto con i Crotalofobi, una popolazione di cannibali e negromanti, li avrebbe convertiti al Cristianesimo. All'età di centotrentadue anni, però, Dodecano sarebbe stato sottoposto dai Crotalofobi a un sacrificio rituale: il suo corpo fu tagliato in dodici pezzi perché fosse mangiato nel corso riti cannibaleschi che si sarebbero dovuti svolgere, a cadenza mensile, nel periodo di un anno solare.
Un femore del santo, posato su una grossa mola, sarebbe stato trasportato miracolosamente da una tempesta all'isola di Nepente. Gli abitanti di Nepente avrebbero costruito una cappella nel luogo di ritrovamento della reliquia, e il luogo sarebbe divenuto sede di innumerevoli miracoli; la piccola cappella sarebbe poi divenuta una grande chiesa ornata da dodici bassorilievi in marmo raffiguranti i dodici episodi principali della vita del santo. Col tempo la biografia del santo sarebbe stata alterata da vicende leggendarie e pittoresche (avrebbe predicato in Asia Minore, sarebbe diventato vescovo di Nicomedia e morto in età giovanile, avrebbe scritto opere agiografiche, ecc.) che Ernest Eames si proponeva di emendare.
Le vicende del santo, e lo stesso lavoro del Perrelli, sarebbero stati sottoposti a severe critiche ad opera perfino di ecclesiastici, in particolare nel XVII secolo ad opera del domenicano frate Capocchio, e ai primi del XX secolo da Don Giacinto Mellino, un giovane canonico di Nepente.  Mellino avrebbe negato l'esistenza storica del santo e ipotizzato una spiegazione razionale della leggenda: il nome “Dodecano", per il Mellino, non sarebbe stato legato alla vita del santo (dodeka = dodici, in greco) ma sarebbe stato frutto di un fraintendimento lessicale (gli antichi abitanti di Nepente avrebbero scritto al vescovo chiedendo un diacono, scrivendo cioè nel rozzo latino dell'epoca, “do decanus”).